# 班恩 (北卡羅萊納州)
班恩（英語：Bunn）是一個位於美國北卡羅萊納州富蘭克林縣的城鎮。

## 人口
根據2020年美國人口普查的數據，班恩的面積為1.40平方千米，皆為陸地。當地共有人口327人，而人口密度為每平方千米234人。